# 浦千晃
浦 千晃（うら ちあき）は、日本の作曲家、編曲家、ギタリスト。

## 略歴
大阪府出身。
作曲家、編曲家、ギタリスト、レコーディングエンジニアとして活動。
ミックスマスタリングなどでも多数のアーティストやゲーム、アニメ作品に参加。

## 楽曲提供
- ≠ME「ウルトラレアキッス」
- TVアニメ「東京リベンジャーズ」キャラクターソングEP 01 / ・六幻
- TVアニメ「イジらないで、長瀞さん」 ・劇伴
- TVアニメ「蜘蛛ですが、なにか?」・ ヤケクソ⭐︎ラプソディ
- Netflixアニメ「極主夫道」 ・劇伴
- TVアニメ「ド級編隊エグゼロス」 ・劇伴 / Lost emotion
- TVアニメ「ギャルと恐竜」 ・劇伴 / 恐竜あげみざわ☆ / Peaceful Days
- TVアニメ「女子高生の無駄づかい 」・青春のリバーブ
- TVアニメ「ぼくたちは勉強ができない」 　　・セイシュンゼミナール (Remix Ver.) / Never Give It Up!! (Remix Ver.)
- TVアニメ「世話やきキツネの仙狐さん」・今宵mofumofu!!
- TVアニメ「なんでここに先生が!?」・劇伴 / りんご色メモリーズ
- TVアニメ「ポプテピピック」再放送(リミックス版)
- 上坂すみれ「POP TEAM EPIC(REBROADCASTING MIX)」  　　・  TVアニメ「ポプテピピック TVスペシャル」  ・劇伴 / last sparkle / Pretty candle star / 風船飛行 / AOI Traveler / Bansaku neender / ポプ子にソース
- TVアニメ「ポプテピピック」  　　・劇伴 / POP TEAM EPIC / Twinkling star / POPPY PAPPY DAY / 人生 / 恋して♥ポプテピピック / オリコうんナンバーワン / 売れたいモンキーズ / LET’S POP TOGETHER / 貴方に伝えたいコト / 心の大樹
- TVアニメ「パズドラ」・Everybody GO!
- TVアニメ「邪神ちゃんドロップキック」・あの娘にドロップキック
- TVアニメ「アホガール 」・劇伴
- TVアニメ「 ツインエンジェルBREAK 」・劇伴
- TVアニメ「この美術部には問題がある!」・劇伴
- TVアニメ「下ネタという概念が存在しない退屈な世界」  　・花筵 / 妄想テク! No break! / 辱め雪月花 / 夢見・絵空事
- GAME「 PUBG 」  　　・DONKATSU.TV / PJS WINTER INVITATIONAL OPENING & ENDING MOVIE / PJSseason5
- GAME 「 A3! 」・ 摂津万里 / RE:portrait
- GAME 「Readyyy!」  　　・劇伴 / The Beginning Place / nineteeen! / 鳳翔 / 華の在り処 / Mr. LaseR /  シグナル / One
- GAME 「ときめきレストラン」 GAME / Just do it! / Venus
- ゆるミュージックほぼオールスターズ  　　・「るるる生きる」/ 万博応援ソング「満ちる愛・繋ぐ夢」
- トミタ栞 ・ 会いたいマン
- 坂口有望 ・ クリスマスエレジー
- KING AMUSEMENT CREATIVE 公式キャラクターきんくりん  　　・きんくりんのテーマ / もふもふ体操
- 上坂すみれ  　　・繋がれ人、酔い痴れ人。 / 全円スペクトル / ノーフューチャーバカンス / POP TEAM EPIC / last sparkle / 趣味者のテーマ ～ underground heaven!! /
- 徳井青空 ・10&30
- ゆーりんプロプロデュースボイスドラマ企画 「忘却学園プルガトリウム」～始まりの接吻（キス）～ ・主題歌「罪人のseven days」
- Trignal / Back to Basic ・天使と悪魔
- 96猫 / Primitive emotion
- ヒロイックソングス!・Runway
- KEKE / K / K(prologue) / Resolution / Great Escape
- CR 天下一閃「紅い流星」
- パチンコ プレミアムソング 多数
- DIET BUTCHER『REBORN』
- Music Circus 2018   Attack Movie